# لودو موريتز هارتمان
لودو موريتز هارتمان (بالألمانية: Ludo Moritz Hartmann )‏ (و. 1865 – 1924 م) هو مؤرخ قانوني ‏، ومختص في الدراسات القروسطية ‏، ومؤرخ، وسياسي، وبروفيسور من ألمانيا، والنمسا، ولد في شتوتغارت، كان عضوًا في الحزب الديمقراطي الاجتماعي النمساوي، توفي في فيينا، عن عمر يناهز 59 عاماً.

## مناصب
تولى منصب عضو المجلس الاتحادي النمساوي.